# Frea albolineata
Frea albolineata är en skalbaggsart som först beskrevs av Aurivillius 1910.  Frea albolineata ingår i släktet Frea och familjen långhorningar.
Artens utbredningsområde är Kenya. Inga underarter finns listade i Catalogue of Life.